# De Pere (Oost-Souburg)
De Pere is een korenmolen in Oost-Souburg in de Nederlandse provincie Zeeland.
De molen werd in 1725 gebouwd ter vervanging van een standerdmolen. De molen stond tot de aanleg van het Kanaal door Walcheren op het grondgebied van West-Souburg. Tot 1966 bleef de molen in gebruik op windkracht waarna een moderne maalinstallatie in de molen werd geïnstalleerd. Na aankoop door de gemeente Vlissingen in 1983 werd de molen in 1987 weer geheel maalvaardig in gebruik genomen. Een beroepsmolenaar stelt de molen vrijwel dagelijks in gebruik.
De roeden van de molen zijn circa 22,80 meter lang en zijn voorzien van het fokwieksysteem met remkleppen en zeilen. De molen bezit een uitgebreide inrichting voor het malen en verwerken van graan. Twee koppels maalstenen worden op windkracht aangedreven.